# Hermolao (gramático)
Según la Suda, (E.3048), Hermolao fue un gramático de Constantinopla que escribió un epítome de la Ethnica (Εθνικά) de Esteban de Bizancio y la dedicó al emperador Justiniano. Esto último ha sido objetado con frecuencia, pues sería dudosa la producción de un epítome tan inmediatamente después de la obra original. Pero si al epítome se lo sitúa hipotéticamente hacia el fin del reino de Justiniano, podría estar separado por una o más generaciones del trabajo de Esteban, por lo que sería difícil datarlo. Ese epítome puede ser el conservado con el título Ἐκ τῶν ἐθνικῶν Στεφαάνου κατὰ ἐπιτομήν, sin indicación de autoría. 
La dedicatoria ha sido también puesta en duda, pues sería extraño que un gramático dedicara al emperador un epítome de la obra de otra persona. Pero ello ya ha sucedido con otros epítomes o extractos de obras gramaticales. También se ha sugerido que la referencia a Justiniano debe indicar a Justiniano II (Refutado por B. A. Müller), 
o que la dedicatoria a Justiniano fue sólo de Esteban, copiada por Hermolao luego en su epítome y después falsamente atribuida al propio Hermolao (cf. Honigmann, RE , 2: Reihe, 3.2375.10ff). Pero aun así, se describen una serie de eventos que indican que el epítome no fue posterior al reino de Justiniano, pues la noticia de la Suda probablemente se haya obtenido del Diccionario Biográfico de Hombres Doctos (Περὶ τῶν ἐν παιδεἴᾳ λαμψάντων σοφῶν) de Hesiquio de Mileto, que actuó en el tiempo de Justiniano, siendo probablemente contemporáneo de Hermolao. Actualmente se opina que lo más aceptable sería tomar la información como se presenta al comienzo.
 
.